# Badrinath
Badrinath es una localidad del estado de Uttarakhand, India, de cerca de 900 habitantes considerada lugar sagrado por los hinduistas. Es el más importante de los cuatro sitios que forman parte de la ruta de peregrinación del Char Dham y del Chota Char Dham. 

## Localización

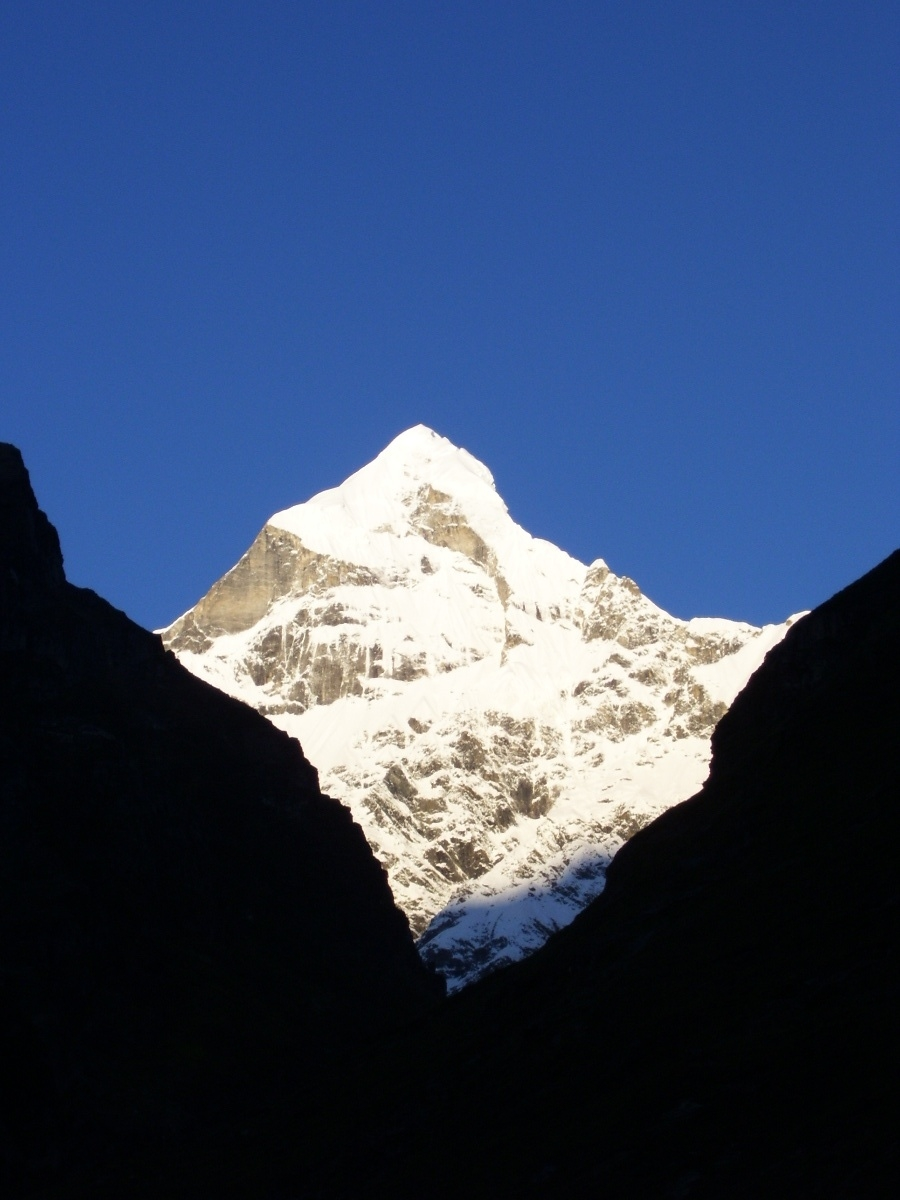
Pico del monte Nilakantha visto desde Badrinath

Badarīnātha se encuentra en el distrito de Chamoli, en el estado de Uttarakhand, en el extremo norte de la India. Sus coordenadas son 30° 73’ N y 79° 48’ E y tiene una elevación media de 3415 m, pues se halla en las estribaciones del Himalaya, en las colinas Garhwal, a orillas del río Alaknanda, entre las cordilleras Nara y Narayana y bajo el pico Nilkantha, de 6560 m, a 350 km al norte de Rishikesh y a 233 km por carretera de Gaurikund.

## Significado religioso
Badrinath fue establecido como lugar de peregrinación por Adi Shankara en el siglo IX, como parte de un circuito de peregrinación conocido como Char Dham, que comprendía un lugar situado en cada uno de los cuatro puntos cardinales de la India. Badrinath está en el norte y está consagrado a Visnú en la forma dual Nara Narayana. Se estima que cerca de 600 000 peregrinos la visitan cada año, entre abril y noviembre, pues en invierno el centro se cierra debido a las malas condiciones meteorológicas. 
Badrinath aparece mencionado en el Bhagavata-purana, donde se dice que en este lugar una encarnación de Visnú como los sabios  Nara y Narayana sufrió una gran penitencia desde tiempo inmemorial por el bienestar de todos los seres vivos.
En sánscrito, badarī se refiere al azufaifo (Ziziphus jujuba), que produce una baya comestible que crece en abundancia en este lugar, y nātha significa ‘amo’.

## El templo de Badrinath
El templo es el principal atractivo de esta pequeña localidad. Se dice que Shankara encontró en este lugar una imagen de Badrinarayan (una forma de Visnú) en una piedra negra de shalagram shila y la metió en una cueva hasta que el rey de Garhwal la cambió de sitio en el siglo XVI.
A causa del tiempo y de las avalanchas, el templo ha sufrido varias remodelaciones. Fue ampliado en el siglo XVII y después del terremoto de 1803, fue reconstruido por el rey de Yaipur. Tiene 15 m de altura y una pequeña cúpula en lo alto, cubierta con un techo dorado. La fachada es de piedra, con ventanas arqueadas. Tiene forma de templo budista con la fachada pintada de vivos colores. Dentro se halla el mandapa, una sala sostenida por columnas que lleva al sancta sanctorum, el garbhagriha.